# Kalathaki Limnou
Le Kalathaki Limnou (in greco Καλαθάκι Λήμνου?, in italiano Cestelle di Lemno) è un formaggio greco, a base principalmente di latte pecora ed ovino, prodotto nell'isola di Lemno nell'Egeo Settentrionale.
Dal giugno 1996, a livello europeo, la denominazione Kalathaki Limnou è stata riconosciuta denominazione di origine protetta (DOP) .
Il suo nome deriva di particolari stampi («canestrini» kalathaki) - dove il latte viene messo a sgocciolare - e che conferiscono al formaggio il suo caratteristico aspetto.
È un formaggio a pasta molle biancastra, che matura e si conserva in salamoia. La crosta è inesistente.